# Alexandre Voisard
Pour les articles homonymes, voir Voisard.
Alexandre Voisard est un écrivain suisse né le 14 septembre 1930 à Porrentruy, où il meurt le 15 octobre 2024. 

## Biographie
Alexandre Voisard naît le 14 septembre 1930, à Porrentruy, alors dans le canton de Berne. Il est originaire de Fontenais, dans le même district.
Son père, également prénommé Alexandre, est institueur ; sa mère est née Jeanne Jolidon. Il est membre d'une fratrie de six enfants .
Après une enfance tumultueuse et des études inachevées au lycée de Porrentruy, Alexandre Voisard part à l'âge de 20 ans à Genève. Il y mène une vie de bohème et y fait l'apprentissage de la scène. Cependant, le mal du pays et les difficultés financières le poussent à revenir dans le Jura, son canton d'origine. Alexandre Voisard y publie ses premiers livres : Écrit sur un mur (1954) et Vert Paradis (1955).
Pour vivre, il occupe différents postes de travail (notamment cadre commercial et libraire). En 1957, il épouse Thérèse Laval, avec qui il aura cinq enfants. Le couple reprend la librairie Le Jura à Porrentruy, et Alexandre Voisard poursuit son œuvre littéraire en parallèle.
Membre du Rassemblement jurassien depuis 1947, Alexandre Voisard s'engage dans la Question jurassienne et milite en faveur de l’indépendance du Jura. Son poème Liberté à l'Aube est déclamé par la foule lors de la création du canton du Jura en 1978.
Il est considéré, avec Jean Cuttat comme le poète du mouvement autonomiste jurassien.
Promu en 1979 premier délégué aux affaires culturelles du nouveau canton, il prend également une part importante à l'animation et à la promotion des lettres et des arts en Suisse, en particulier par son action au sein de Pro Helvetia, dont il est membre du conseil de fondation entre 1982 et 1993. Poète et écrivain reconnu dans toute la francophonie, il continue à publier ses recueils poétiques.
Il est élu député socialiste au Parlement jurassien de 1979 à 1983.
L'un de ses nombreux récits, L'Année des treize lunes, fait l'objet d'une adaptation cinématographique par Bertrand Theubet qui en tire le film intitulé Le Cri du Lézard, sorti à l'écran en 1988.
En 1990, il est élu membre de l'Académie Mallarmé à Paris. En 1997, il est nommé à l'Académie européenne de poésie.
Il s'est installé depuis 1992 en France, à Courtelevant dans le Territoire de Belfort. À sa retraite, Alexandre Voisard se retire en France, voisine, pays de son épouse, où son inspiration reste très vive. Il publie entre autres l'ouvrage autobiographique Le Mot musique ou l'Enfance d'un poète.
Un film biographique Alexandre Voisard, Poète – Plan-fixe est réalisé en 2000 par l'Association Films Plans-fixes à Lausanne.
Alexandre Voisard meurt le 15 octobre 2024 à l'hôpital du Jura à Porrentruy à l'âge de 94 ans,.

## Publications
- Écrit sur un Mur, Éd. des Malvoisins, Porrentruy, 1954
- Vert Paradis, Éd. des Malvoisins, Porrentruy, 1955
- Chronique du guet, Éd. Mercure de France, Paris, 1961
- Liberté à l'aube, Éd. des Malvoisins, Porrentruy, 1967
- Les Deux Versants de la solitude, Cahiers de la Renaissance vaudoise, Lausanne, 1969
- Louve, Éd. Bertil Galland, Lausanne, 1972
- La Nuit en miettes, Éd. Bertil Galland, Lausanne, 1975
- Je ne sais pas si vous savez, Éd. Bertil Galland, Vevey, 1975
- Un Train peut en cacher un autre, Éd. Bertil Galland, Vevey, 1979
- La Claire Voyante, poèmes, Éd. Bertil Galland, Vevey, 1981
- Les Rescapés et autres poèmes, Éditions de l'Aire, Lausanne, 1984
- L'Année des treize lunes, Éditions de l'Aire, Lausanne, 1984
- Toutes les vies vécues, Éd. Empreintes, Lausanne, 1989
- Le Dire Le Faire, Éd. Empreintes, Lausanne, 1991
- Maîtres et valets entre deux orages, Bernard Campiche éditeur, Yvonand, 1993
- Une enfance de fond en comble, Éd. Empreintes, Lausanne, 1993
- Le Repentir du Peintre, Éd. Empreintes, Lausanne, 1995
- Le Déjeu, Éd. Bernard Campiche, Yvonand, 1997
- Au rendez-vous des alluvions, Éd. Bernard Campiche, Orbe, 1997
- Sauver sa trace, Éd. Bernard Campiche, Orbe, 2000
- Quelques fourmis sur la plage, Société jurassienne d'Émulation, Porrentruy, 2001
- Fables des orées et des rues, Éd. Bernard Campiche, Orbe, 2003
- L'Adieu aux abeilles et autres nouvelles, Éd. Bernard Campiche, Orbe, 2003
- Le Mot musique ou l'Enfance d'un poète, Éd. Bernard Campiche, Orbe, 2004
- De Cime et d'abîme, Éditions Seghers, Paris, 2007
- Dans la fièvre du migrant, Éditions Le Miel de l'Ours, 2007
- L’Intégrale de ses œuvres a été réuni en neuf volumes de 2006-2011 chez Bernard Campiche
- Émergence, Éd. Empreintes, Chavannes-près-Renens, 2010
- La Poésie en chemins de ronde, Éd. Empreintes, Chavannes-près-Renens, 2010
- Autour de liberté à l'aube. Correspondance 1967-1972, Alexandre Voisard et Maurice Chappaz, Éd. des Malvoisins, Fontenais, 2010
- Accrues. Carnets 1999-2008, Éd. Bernard Campiche, Orbe, 2011
- Silves. Poésie, Lausanne, Couleurs d'Encres, 2011
- Le Poète coupé en deux, Éd. Bernard Campiche, Orbe, 2012
- Derrière la lampe, Éd. Empreintes, Chavannes-près-Renens, 2012
- Oiseau de Hasard, Éd. Bernard Campiche, Orbe, 2013
- Les petites Heures de Jean la Paille suivi de l'Oracle des quatre jeudis, Éd. Empreintes, 2014
- Ajours ; suivi de Médaillons, poésie, Châtelineau, Le Taillis Pré, 2017
- Notre-Dame des égarées, roman, Carouge, Éditions Zoé, 2017
- L'ordinaire et l'aubaine des mots, Éditions Empreintes, 2020

## Prix et distinctions
- 1950 : Prix des jeunes de la Société jurassienne d’émulation[13]
- 1955 : Prix littéraire de la Société jurassienne d’émulation[13]
- 1967 : Prix du Jura libre[13]
- 1969 : Prix Schiller[13]
- 1975 : Prix de la commission de littérature de langue française du canton de Berne
- 1981 : Fait chevalier de l’Ordre de la Pléiade (ordre parlementaire de la Francophonie)
- 1982 : Prix du Canton de Zurich
- 1990 : Prix des arts, des lettres et des sciences du canton du Jura pour la législature 1987-1990[14]
- 1994 : Prix Schiller[13]
- 1996 : Prix Max-Jacob
- 2008 : Prix Édouard-Rod pour l'ensemble de son œuvre
- 2011 : Prix Alain-Bosquet pour l’ensemble de son œuvre[15]
- 2015 : Prix Werner-Renfer pour l'ensemble de son œuvre[16]
- 2018 : Prix des auditeurs de la RTS pour Notre-Dame des égarées[17]

### Hommages
Le 23 mars 2025, une place portant le nom d'Alexandre Voisard a été inaugurée en son honneur à Courrendlin.